# Проєктивна психодіагностика
Психодіагностика (грец. ψυχή — душа та грец. διαγνωστικός — здатний розпізнавати) — галузь психології, яка вивчає теорію й практику визначення психологічного діагнозу.
Проєктивна психодіагностика дозволяє дізнатися більшу кількість інформації стосовно людини, надає можливість дізнатися про неусвідомлені, або мало-усвідомлені психічні феномени. Проєктивні методики користуються справжнім попитом серед практикуючих психологів, тому що вони мають свою перевагу перед іншими видами досліджень.
По-перше, через невизначеність стимульного матеріалу можна пояснювати отримані результати по-різному, в залежності від того, як то бачить сам опитуваний.
По-друге, при зачитуванні інструкцій надається дуже коротка та стисла інформація про сам тест, щоб у людини була повна свобода дії. При проходженні цього тесту, як правило, не існує чітких вказівок, щодо того, що конкретно треба робити, але опитуваний завжди чує, що немає правильних і неправильних відповідей.
З цього ж таки виходить третє — психодіагност не оцінює і не засуджує отримані результати свого клієнта, а лише допомагає йому і пояснює, що за яку сферу відповідає.
І напевно найголовніше — під час тестування психодіагност не коментує кожен рух і не вказує, про що саме може свідчити те чи інше зображення, що могло б вплинути на результати тестування.
Карл Густав Юнг у 1904—1905 роках першим застосував проєктивні методики (тест словесних асоціацій). Своєю методикою він довів, що таким чином можливо знайти і пояснити те, що не усвідомлює сама людина.
У 1921 році побачила світ праця Герман Роршах — «Психодіагностика», за сприянням якої проєктивна психодіагностика набула вагомого значення.
В наш час існує велика кількість проєктивніх методик на виявлення будь-яких схильностей, або проблем. Ними користуються психологи, викладачі, та студенти. Важливо також те, що вони можуть бути використані як для дорослих, так і для дітей. З дітьми такий варіант роботи найоптимальніший, особливо коли суть методики полягає в зображенні чогось шляхом малювання.